# Карв (судно)

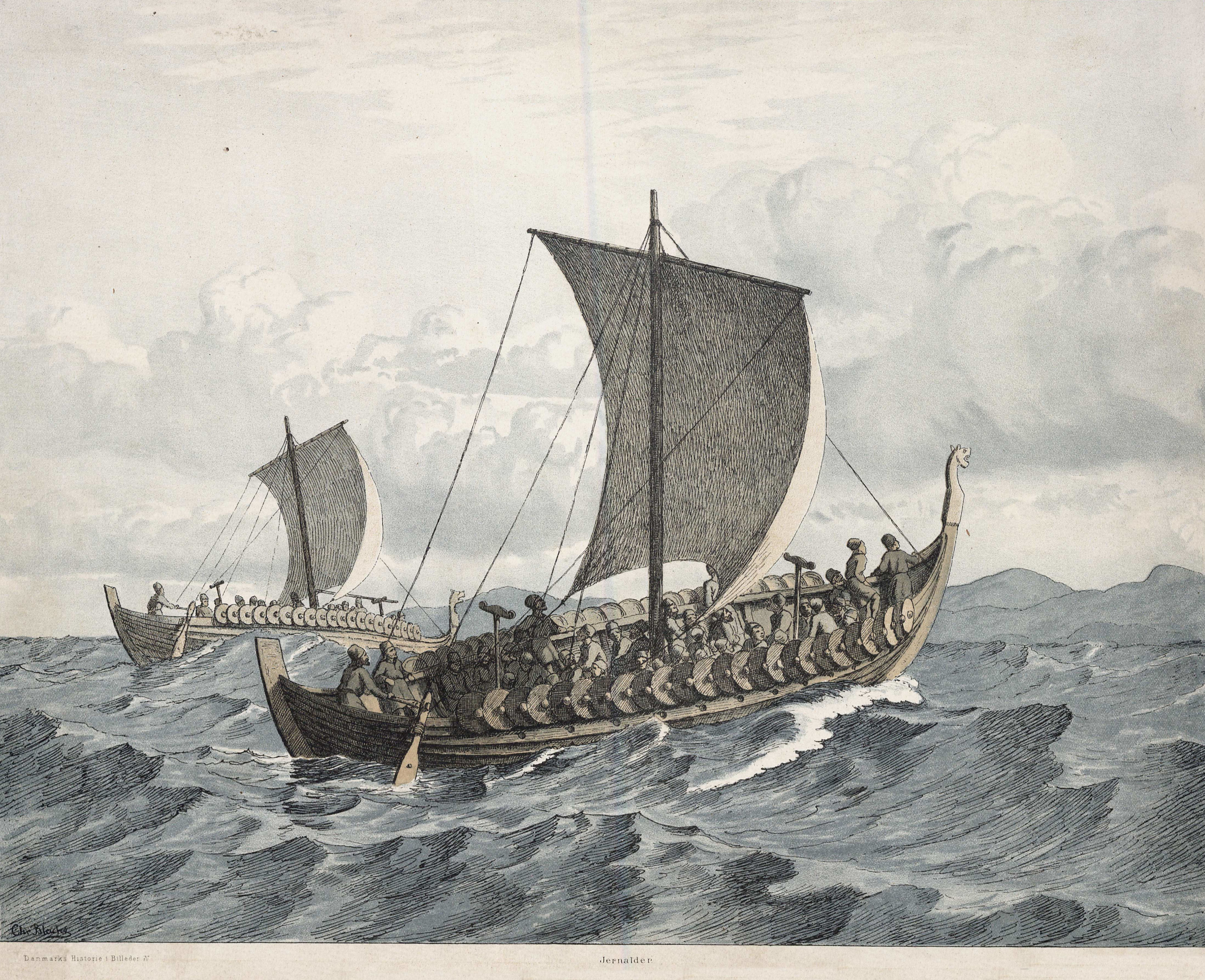
Два кораблі типу карв, підготовлені до бою

Карв (норв. Karv(e)) або карфі (давньосканд. Karfi) — невеликий тип корабля вікінгів із широким корпусом, дещо схожий на скандинавський торговий корабель кнор. Карв використовувався як невеликий військовий або вантажний корабель, а також як круїзне представницьке судно. Функцію торгового судна разом з кнором, переважно виконував інший тип судна — менший зарозмірами бірдин (давньосканд. Byrðingr).

## Історія
Карви відносились до одних з найменших типів «довгих кораблів» вікінгів. Термін карв (давньосканд. karfi) вперше з'являється в поемі Егіла Скаллагрімсона в 934 році і надалі регулярно вживається до 1381 року. Останній раз назва зустрічається в документі, що стосується власності каноніка кафедрального Нідароського собору (сучасний Тронгейм) у Норвегії.
Такий приклад корабля типу карв, як Тунський корабель, що має 22 метри в довжину з 11 або 12 рядами весел, напевно був одними з найбільших у своєму типі. У сагах карфі ніколи не мав менше шести і більше ніж 16 пар весел. Зокрема, найбільший з них згадується в ісландській сазі про Греттіса, в якій карв мав 16 пар весел, а найменший карфі, що мав 6 пар весел згадується в Сазі про Егіля.
Одним із таких суден був подарунок Олафа Трюггвасона Гареку Тйоттському — корабель з 10 або 12 парами веслярів з загальною кількістю екіпажа в 30 чоловік. Олаф Гаральдссон у свою чергу подарував карв з 15 парами весел Кетілу з Рінганеса. Карви часто були круїзними та церемоніальними кораблями для вельмож і знатних осіб, саме з цієї причини до їх будівництва підходили ретельно і використовували найпередовіші технології того часу.

## Опис
Хоча карв використовувався вождями та королями вікінгів як представницький човен, це було досить універсальне судно, яке при необхідності можна було використовувати як військовий або торговий корабель. Щоб зробити плавання комфортнішим для поважних гостей, які перебували на борту, човен міг бути обладнаний містком і навісом. Веслярі сиділи не на лавах, що займають всю ширину човна, а на знімних скринях, які знімались, коли корабель йшов під вітрилами.
Оскільки карв мав невелику осадку, він також використовувався на внутрішніх водних шляхах для каботажних перевезень. Карв міг мати ширину в міделі до 5 метрів і максимальну довжину 21 метр, що дозволяло розмістити на човні максимально від 13 до 16 пар весел.
Тунський корабель, що демонструється в Музеї кораблів вікінгів в Осло, є прикладом корабля вікінгів типу карв.